# Husos horarios de Ecuador
El territorio ecuatoriano se encuentra dividido en dos husos horarios que son equivalentes al UTC-5, en la parte continental, y al UTC-6, para la región Insular. Comienza la hora 0 con 0 minutos y 0 segundos en la Ciudad Mitad del Mundo.

Mapa del territorio continental de Ecuador (al este), que se rige por el huso horario -5; y las islas Galápagos (al oeste) por el huso horario -6

## Husos horarios
- El territorio continental utiliza UTC-05:00, (conocido internacionalmente como ECT, Ecuador Time).

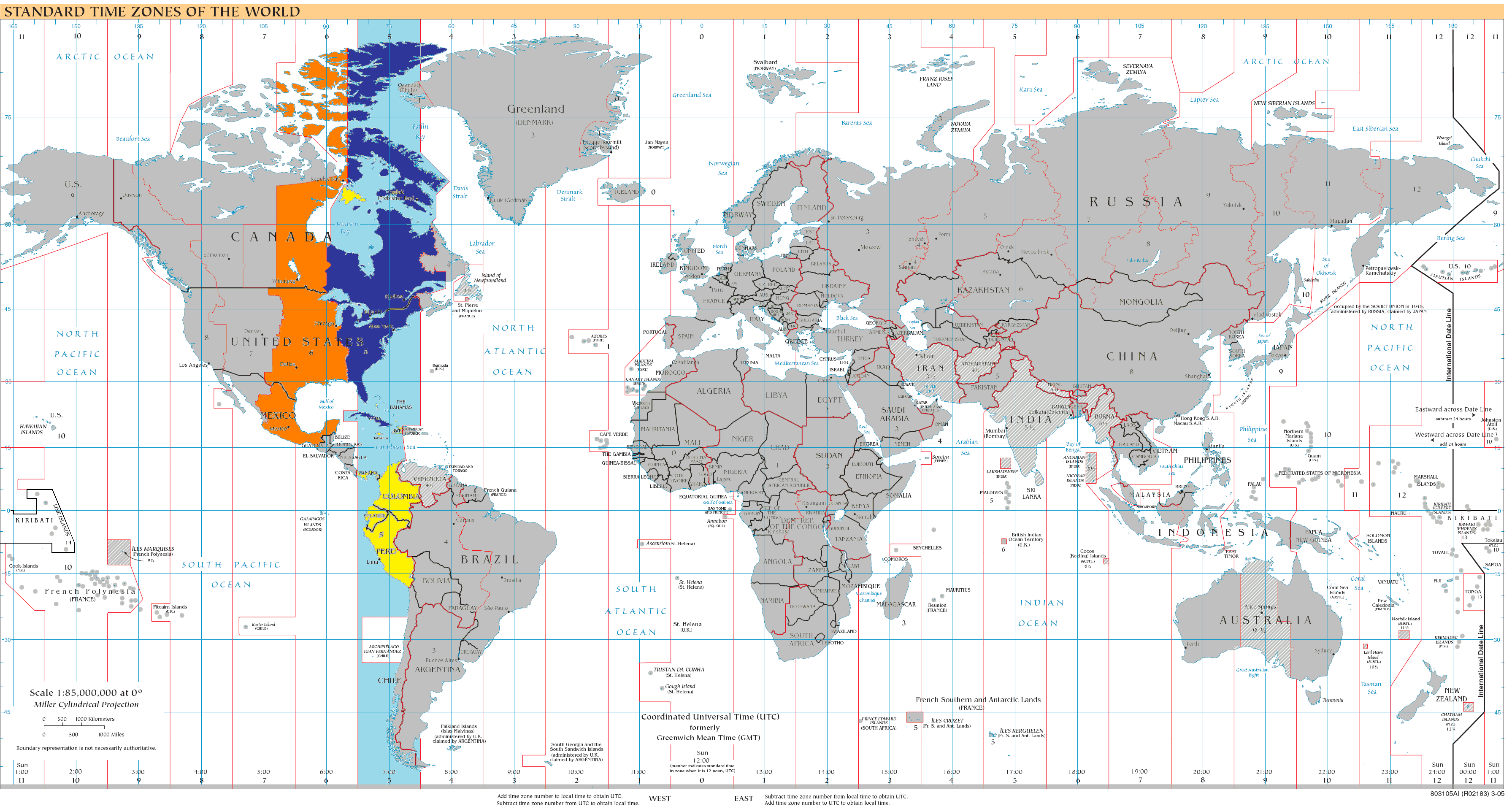
UTC -5, huso horario por el cual se rige el territorio continental de Ecuador.

- El territorio insular que comprende solo la provincia de Galápagos utiliza UTC-06:00 (conocido como GALT, Galapagos Time).

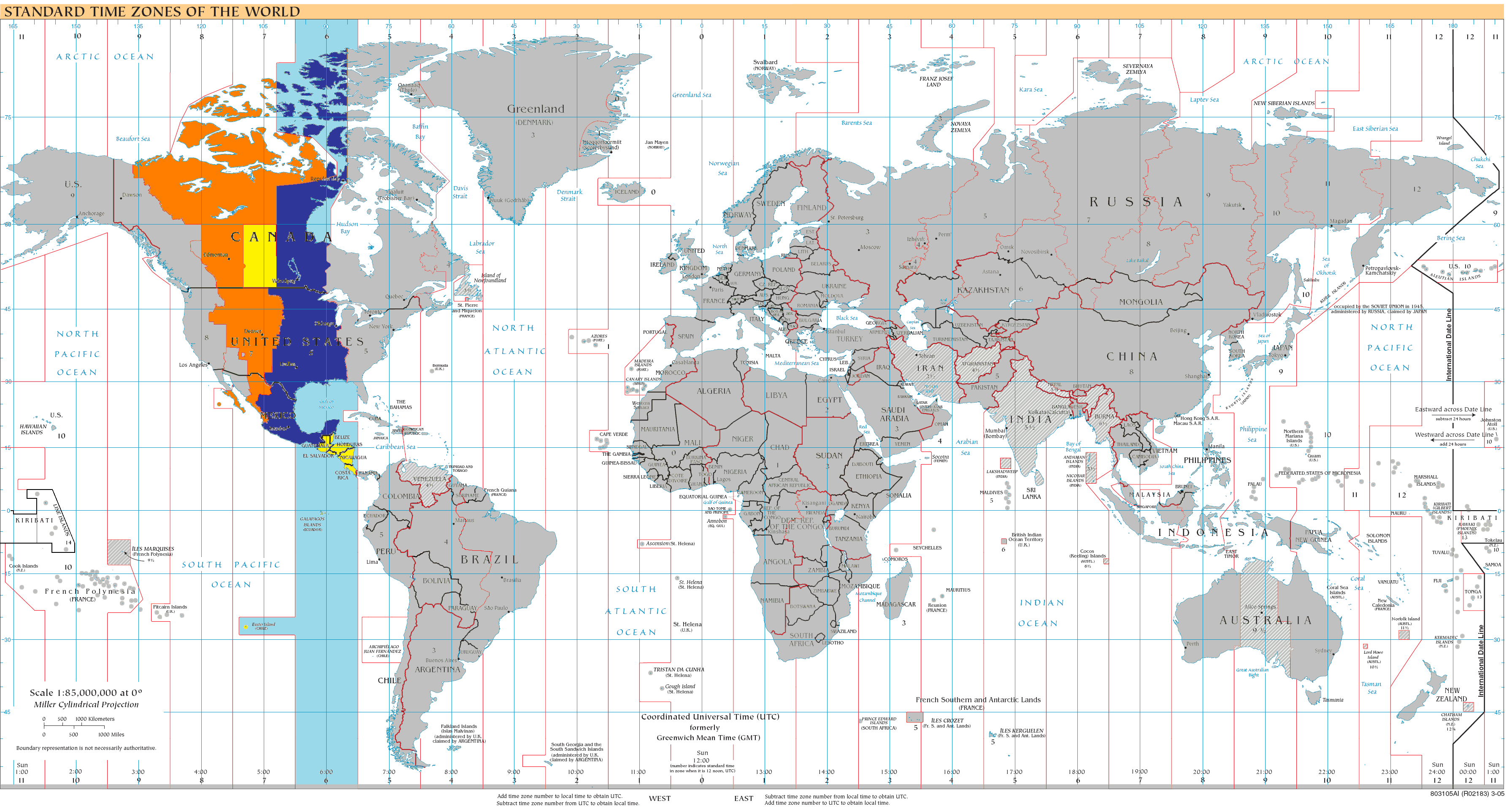
UTC -6, huso horario por el cual se rigen las Islas Galápagos.

Ecuador no utiliza un horario de verano. Se implantó uno en 1992, el cual se suspendió el 2 de febrero de 1993, durante la presidencia de Sixto Durán Ballén, como un mecanismo de ahorro de energía por lo que fue conocido como "la hora de Sixto" o "Sixtina".